# 해제동초등학교
해제동초등학교는 대한민국 전라남도 무안군 해제면 유월리 563에 있었던 공립 초등학교이다.

## 학교 연혁
- 1946년 12월 3일 설립인가
- 1947년 3월 5일 해제동공립국민학교로 개교
- 1970년 10월 15일 송석분교장 설치
- 1982년 3월 10일 병설유치원 신설
- 1995년 3월 1일 학교 급식소 개소
- 1996년 2월 6일 학교 급식(농어촌형)실시
- 1996년 3월 1일 해제동초등학교로 개칭
- 2003년 8월 31일 병설유치원 폐원
- 2008년 2월 16일 제58회 졸업(졸업생 수 3886명)
- 2008년 3월 1일 제24대 송훈성 교장 취임
- 2009년 3월 1일 해제초등학교로 통폐합